# ليلوما
ليلوما بلدة ومحافظة فرعية تقع في شمال غرب غينيا. وهي عاصمة محافظة ليلوما.
عدد السكان 5،457 5 457 نسمة(تقديرات عام 2008).